# Riedeliella sessiliflora
Riedeliella sessiliflora là một loài thực vật có hoa trong họ Đậu. Loài này được Kuhlm. miêu tả khoa học đầu tiên.